# Robert Ouko
Robert Ouko (Manga, 1948. október 24. – 2019. augusztus 18.) olimpiai bajnok kenyai atléta, futó.

## Pályafutása
Az 1968-as mexikóvárosi olimpián 800 méteren az elődöntőig jutott. Az 1972-es müncheni olimpián 4 × 400 m váltóban aranyérmet nyert Charles Asatival, Munyoro Nyamauval és Julius Sanggal. 800 méteres síkfutásban az ötödik lett.

## Sikerei, díjai
- Olimpiai játékok
  - aranyérmes: 1972, München (4 × 400 m)